# Spidey and His Amazing Friends
Spidey and His Amazing Friends (bra: Spidey e Seus Amigos Espetaculares) é uma série de animação computadorizada americano-canadense que estreou no Disney Junior em 6 de agosto de 2021.

## Premissa
O show segue as aventuras de Spidey (Peter Parker), Spin (Miles Morales) e Ghost-Spider (Gwen Stacy).

## Personagens

### Heróis
- Peter Parker/Spidey (voz de Benjamin Valic)
- Miles Morales / Spin (voz de Jakari Fraser[2][3])
- Gwen Stacy / Ghost-Spider (voz de Lily Sanfelippo)
- Ms. Marvel (voz de Sandra Saad[4])
- Black Panther (voz de Tru Valentino[5])
- Hulk (voz de Armen Taylor[6])
- Web-ster (voz de Nicholas Roye[7])
- Aunt May (voz de Melanie Minichino[5])
- Trace-E (voz de Dee Bradley Baker[3])

### Vilões
- Doc Ock (voz de Kelly Ohanian)
- Green Goblin (voz de JP Karliak)
- Rhino (voz de Justin Shenkarow[8])

## Episodios
| Temporada | Temporada | Episódios | Estados Unidos      | Estados Unidos | Brasil                 | Brasil | Portugal              | Portugal |
| Temporada | Temporada | Episódios | Começar             | Final          | Começar                | Final  | Começar               | Final    |
| --------- | --------- | --------- | ------------------- | -------------- | ---------------------- | ------ | --------------------- | -------- |
|           | 1         | 14        | 6 de agosto de 2021 | —              | 22 de setembro de 2021 | —      | 16 de outubro de 2021 | —        |

### Primeira temporada (2021-2022)
| #   | Títulos | Dirigido por     | Escrito por                    | Estreias                                                             | Audiência (em milhões) |
| --- | --- | ---------------- | ------------------------------ | -------------------------------------------------------------------- | ---------------------- |
| 1a  | "Aranha Elevado ao Cubo (BR) Spidey a Triplicar (PT)" "Spidey to the Power of Three"                          | Darren Bachynski | Ashley Mendoza                 | 6 de agosto de 2021 22 de setembro de 2021 16 de outubro de 2021     | 0.36                   |
| 1b  | "Paciência de Pantera (BR)/(PT)" "Panther Patience"                                                           | Darren Bachynski | Sib Ventress                   | 6 de agosto de 2021 22 de setembro de 2021 16 de outubro de 2021     | 0.36                   |
| 2a  | "Os Soluços Super-Heróicos (BR) Soluços de Super-heróis (PT)" "Superhero Hiccups"                             | Darren Bachynski | Ken Kristensen                 | 6 de agosto de 2021 22 de setembro de 2021 17 de outubro de 2021     | 0.36                   |
| 2b  | "Achados e Perdidos (BR) Perdidos e Achados (PT)" "Lost and Found"                                            | Darren Bachynski | Henry Gifford                  | 6 de agosto de 2021 22 de setembro de 2021 17 de outubro de 2021     | 0.36                   |
| 3a  | "O Superpolvo da Doutora Ock (BR) O Super Polvo do Doc Ock (PT)" "Doc Ock's Super Octopus"                    | Darren Bachynski | Kent Redeker                   | 13 de agosto de 2021 22 de setembro de 2021 23 de outubro de 2021    | 0.39                   |
| 3b  | "Ataque das Risadinhas Verdes (BR) Ataque do Riso Verde (PT)" "Attack of the Green Giggles"                   | Darren Bachynski | Henry Gifford                  | 13 de agosto de 2021 22 de setembro de 2021 23 de outubro de 2021    | 0.39                   |
| 4a  | "Intruso Entre as Teias (BR) Falha no Sistema (PT)" "Bug In The System"                                       | Darren Bachynski | Mark Drop                      | 20 de agosto de 2021 22 de dezembro de 2021 24 de outubro de 2021    | 0.28                   |
| 4b  | "Teste a Super Força (BR) Teste a tua Superforça (PT)" "Test Your Super Strength"                             | Darren Bachynski | Josh Haber                     | 20 de agosto de 2021 22 de dezembro de 2021 24 de outubro de 2021    | 0.28                   |
| 5a  | "A Gangue dos Pombos (BR) Pombos de Partidas Perigosos (PT)" "Pecking Prankster Pigeons"                      | Darren Bachynski | Kent Redeker                   | 27 de agosto de 2021 22 de dezembro de 2021 30 de outubro de 2021    | 0.30                   |
| 5b  | "Clima Maluco (BR) Dia Florido (PT)" "Green Thumb"                                                            | Darren Bachynski | Henry Gifford                  | 27 de agosto de 2021 22 de dezembro de 2021 30 de outubro de 2021    | 0.30                   |
| 6a  | "Confusão do Dia das Mães (BR) A Confusão do Dia da Mãe (PT)" "Mother's Day Mayhem"                           | Darren Bachynski | Kerri Grant                    | 3 de setembro de 2021 22 de dezembro de 2021 6 de novembro de 2021   | 0.19                   |
| 6b  | "Uma Casa Não Tão Divertida (BR) Casa Pouco Divertida (PT)" "Not-So-Fun House"                                | Darren Bachynski | Josh Haber                     | 3 de setembro de 2021 22 de dezembro de 2021 6 de novembro de 2021   | 0.19                   |
| 7a  | "A Crise no Acampamento (BR) Caos no Acampamento (PT)" "Camping Conundrum"                                    | Darren Bachynski | Liza Palmer                    | 10 de setembro de 2021 22 de dezembro de 2021 7 de novembro de 2021  | 0.32                   |
| 7b  | "A Grande Maratona de Crimes do Verdão (BR) A Grande Maré Verde de Crimes (PT)" "The Great Green Crime Spree" | Darren Bachynski | Robert Vargas                  | 10 de setembro de 2021 22 de dezembro de 2021 7 de novembro de 2021  | 0.32                   |
| 8a  | "Foguete Rhino (BR) Rhino-Foguete (PT)" "Rocket Rhino!"                                                       | Darren Bachynski | Mark Drop                      | 1 de outubro de 2021 22 de dezembro de 2021 13 de novembro de 2021   | 0.19                   |
| 8b  | "Travessura ou Trace-E (BR) Trace-e ou Travessura (PT)" "Trick or TRACE-E"                                    | Darren Bachynski | Jonathan Hurwitz               | 1 de outubro de 2021 22 de dezembro de 2021 13 de novembro de 2021   | 0.19                   |
| 9a  | "Duendezilla (BR) Gob-Zilla (PT)" "Gob-zilla"                                                                 | Darren Bachynski | Liza Palmer                    | 8 de outubro de 2021 22 de dezembro de 2021 25 de janeiro de 2022    | 0.31                   |
| 9b  | "Entrega expressa do Aranha (BR) Entrega Expresso Spidey (PT)" "Speedy Spidey Delivery"                       | Darren Bachynski | Claudia Silver                 | 8 de outubro de 2021 22 de dezembro de 2021 25 de janeiro de 2022    | 0.31                   |
| 10a | "Duende Bonzinho (BR) Gobby Bonzinho (PT)" "Good Guy Gobby"                                                   | Darren Bachynski | Liza Palmer                    | 22 de outubro de 2021 22 de dezembro de 2021 26 de janeiro de 2022   | 0.20                   |
| 10b | "Macaco-Aranha (BR)/(PT)" "Spider Monkey"                                                                     | Darren Bachynski | Claudia Silver                 | 22 de outubro de 2021 22 de dezembro de 2021 26 de janeiro de 2022   | 0.20                   |
| 11a | "Gatástrofe (BR) Catástrofe Felina (PT)" "CAT-astrophe"                                                       | Darren Bachynski | Jonathan Hurwitz               | 12 de novembro de 2021 22 de dezembro de 2021 27 de janeiro de 2022  | 0.31                   |
| 11b | "No Ritmo da Batida (BR) Baloiçar e Arrasar (PT)" "Swing with a Stomp"                                        | Darren Bachynski | Tom Stevenson                  | 12 de novembro de 2021 22 de dezembro de 2021 27 de janeiro de 2022  | 0.31                   |
| 12a | "O Natal dos Aranhas (BR) Um Natal Muito Spidey (PT)" "A Very Spidey Christmas"                               | Darren Bachynski | Robert Vargas Mike Kubat       | 27 de novembro de 2021 22 de dezembro de 2021 13 de dezembro de 2021 | 0.28                   |
| 12b | "Duende no Gelo (BR) Gobby no Gelo (PT)" "Gobby on Ice"                                                       | Darren Bachynski | Robert Vargas                  | 27 de novembro de 2021 22 de dezembro de 2021 13 de dezembro de 2021 | 0.28                   |
| 13a | "Going Green"                                                                                                 | Darren Bachynski | Baljeet Rai                    | 3 de dezembro de 2021                                                | 0.20                   |
| 13b | "Coming Clean"                                                                                                | Darren Bachynski | Gene Laufenberg                | 3 de dezembro de 2021                                                | 0.20                   |
| 14a | "Web Beard's Treasure"                                                                                        | Darren Bachynski | Henry Gifford Claudia Silver   | 10 de dezembro de 2021                                               | 0.27                   |
| 14b | "Washed Away"                                                                                                 | Darren Bachynski | Gene Laufenberg Claudia Silver | 10 de dezembro de 2021                                               | 0.27                   |

## Produção

### Desenvolvimento
Em 23 de agosto de 2019, a Marvel Animation anunciou sua primeira série pré-escolar, Marvel's Spidey and His Amazing Friends.

### Música
Em 8 de junho de 2021, foi anunciado que Patrick Stump executaria a música tema da série e que ele seria o compositor e compositor.

## Exibição
Marvel's Spidey and His Amazing Friends estreou com uma série de 11 episódios curtos intitulada Meet Spidey and His Amazing Friends em 21 de junho de 2021 no Disney Channel e Disney Junior. Meet Spidey and His Amazing Friends foi lançado na Disney+ em 16 de julho de 2021.
A série completa estreou em 6 de agosto de 2021 com transmissão simultânea no Disney Junior e Disney Channel.

### Exibição do Brasil
No Brasil, a série foi disponibilizado no streaming Disney+, em 22 de setembro de 2021.